# Contea di Rhea
La contea di Rhea (in inglese Rhea County) è una contea dello Stato del Tennessee, negli Stati Uniti. La popolazione al censimento del 2000 era di 28 400 abitanti. Il capoluogo di contea è Dayton.